# Saint-Siméon, Seine-et-Marne
Saint-Siméon là một xã ở tỉnh Seine-et-Marne, thuộc vùng Île-de-France ở miền bắc nước Pháp.

## Dân số
Người dân ở Saint-Siméon được gọi là Saint-Siméonais.
Điều tra dân số năm 1999, xã này có dân số là 737.